# 885
885 (DCCCLXXXV) fue un año común comenzado en viernes del calendario juliano, en vigor en aquella fecha.

## Acontecimientos
- Esteban V sucede a San Adriano III como papa.
- Ataque de los vikingos a París.

## Nacimientos
- Arnulfo de Baviera, Duque de Baviera, se dice que nació en 890.

## Fallecimientos
- 17 de septiembre - Adriano III, papa.